# Ruginoasa, Iași
Ruginoasa là một xã thuộc hạt Iași, România. Dân số thời điểm năm 2002 là 6213 người.